# Georgios Theotokis
Georgios Nikolaos Theotokis (grekiska:  Γεώργιος Θεοτόκης), född 1844 på Korfu, död den 24 januari 1916 i Aten, var en grekisk statsman.
Theotokis var först advokat och tidningsman, valdes 1878 att i parlamentet representera sin hemort, där hans släkt äger stort inflytande, slöt sig 1881 till Trikoupis parti, var flera gånger medlem av dennes kabinett (marinminister 1886-90, inrikesminister 1892-maj 1893 och november 1893-juni 1895) samt blev efter Trikoupis död 1896 ledare för dennes parti, vilket därefter plägade kallas theotokister. 
Theotokis uppträdde med skärpa mot Delyannis nationalistiska politik, manade under Kretakrisen 1896-97 förgäves till moderation och ledde som utrikesminister i ministären Rallis (april-september 1897) förhandlingarna om stillestånd och fred med Turkiet samt om finansiell uppgörelse med stormakterna. 
Theotokis var sedermera premiärminister april 1899-november 1901, juni-juli 1903, december 1903-december 1904 och december 1905-juli 1909. På denna post sökte han främja handeln, bringa reda i statsfinanserna, reformera förvaltning och rättskipning samt genom tillkallande av utländska instruktörer höja arméns effektivitet. 
I makedoniska frågan närmade han sig i viss mån Turkiet för att motverka det bulgariska inflytandet. Sedan han i juli 1909 nödgats avgå på grund av häftiga demonstrationer mot hans försiktiga politik i Kretafrågan, drog han sig småningom alltmer tillbaka från de parlamentariska striderna. "Han efterlämnade", skriver Verner Söderberg i Nordisk Familjebok, "minnet av en bland Greklands klokaste och måttfullaste statsmän". 